# Амир Шамсуддин
Амир Шамсуддин (индон. Amir Syamsuddin), урождённый Фредди Тан Тоан Син (индон. Freddy Tan Toan Sin; род. 27 мая 1941  года, Макасар) — индонезийский государственный деятель. Министр юстиции и прав человека Индонезии (2011—2014). Член Демократической партии.

## Биография
Родился 27 мая 1941  года в Макасаре, в то время находившемся под голландским управлением. Происходит из семьи индонезийских китайцев Назаруддина Дг Мамаггунга (индон. Nazaruddin Dg Mamaggung) и Анди Булаенг Дг Нипати (индон. Andi Bulaeng Dg Nipati). В 1983 году окончил Университет Индонезия, получив степень бакалавра юриспруденции; позже получил докторскую степень в том же университете.
В 1983 году основал адвокатское бюро «Амир Шамсуддин и партнёры». Позже он основал фирму «Acemark», занимавшуюся защитой интеллектуальной собственности.
В 2003 году Амир выступил в роли адвоката Акбара Танджунга, бывшего лидера партии Голкар и бывшего председателя Совета народных представителей, обвиняемого в коррупции; процесс закончился успешно — Акбар Танджунг был оправдан Верховным Судом Индонезии. Также Амир представлял интересы журнала «Темпо» в ходе судебного разбирательства с Пробосутерджо — единокровным братом бывшего президента Сухарто.
19 октября 2011 года Амир, бывший к тому времени членом совета по этике пропрезидентской Демократической партии, был назначен министром юстиции и прав человека; он сменил на этом посту Патриалиса Акбара, положительно отозвавшегося о своём преемнике. После своего назначения Амир заявил, что намерен решительно бороться с коррупцией и терроризмом; это заявление было сделано в связи с распространившимися перед отставкой Акбара слухами о крупномасштабной коррупции в системе правосудия.

## Отзывы
Тетен Масдуки (индон. Teten Masduki), представитель индонезийского отделения международной организации Transparency International приветствовал назначение Амира, заявив, что он «произвёл хорошее первое впечатление»; при этом Масдуки оговорился, что для сохранения хорошего впечатления о своей деятельности Амиру придётся выполнить свои обещания. Юсрил Ихза Махендра, бывший министр юстиции и прав человека, в интервью газете The Jakarta Post назвал назначение Амира «предупреждением», подчеркнув, что ужесточение наказания для обвиняемых в терроризме и коррупции «может привести к нарушению прав человека и принципа равного обращения к заключённым».

## Личная жизнь
В семье Амира Шамсуддина семеро детей.
В качестве человека, вдохновившего его стать адвокатом, Амир называет известного индонезийского адвоката Суарди Тасрифа.

## Награды
- Орден Звезды Махапутра 2-й степени (2014)[10]